# レンジャー (CV-4)
| 「レンジャー（1934年）」 | |                |
| 艦歴                     | |                |
| 発注                     | 1930年11月1日に ニューポート・ニューズ造船所に発注                                                            |                |
| 起工                     | 1931年9月26日                                                                                                 |                |
| 進水                     | 1933年2月25日                                                                                                 |                |
| 就役                     | 1934年6月4日                                                                                                  |                |
| 退役                     | 1946年10月18日                                                                                                |                |
| 除籍                     | 1946年10月29日                                                                                                |                |
| その後                   | スクラップとして売却                                                                                          |                |
| 前級                     | レキシントン級                                                                                                | レキシントン級 |
| 次級                     | ヨークタウン級                                                                                                | ヨークタウン級 |
| 性能諸元                 | |                |
| 排水量                   | 設計：13,800 t 基準：14,576 t 常備：16,578 t 満載：17,577 t 常備（1941年）：18,202 t 満載（1941年）：19,907 t |                |
| 長さ                     | 全長：769 ft-0.375 in 水線長：730 ft                                                                          |                |
| 幅                       | 全幅：109 ft-5 in 水線幅：80 ft                                                                               |                |
| 吃水                     | 満載：22 ft-4.875 in 満載（1941年）：23 ft-11 in                                                              |                |
| 飛行甲板                 | 全長：709 ft（216.1 m） 全幅：86 ft（26.2 m）                                                                 |                |
| 機関                     | バブコック・アンド・ウィルコックス式重油専焼水管缶 6基 ＋パーソンズ式ギヤード・タービン 2基2軸推進            |                |
| 出力                     | 設計：53,500 shp 公試：54,201 shp                                                                             |                |
| 速度                     | 設計：29.25ノット 公試：29.89ノット                                                                           |                |
| 航続距離                 | 15ノット/10,000海里（設計） 15ノット/11,490海里                                                               |                |
| 燃料                     | 重油：1,567トン（常備） 2,350トン（満載）                                                                     |                |
| 乗員                     | 2,148名（1941年：艦船1,369、航空779名）                                                                       |                |
| 兵装                     | 5インチ 連装砲 8基 12.7 mm 機関銃 40挺                                                                        |                |
| 装甲                     | 格納庫側壁：51 mm（最厚部） 主甲板：25 mm（最厚部）                                                           |                |
| 搭載機                   | 76機 最大86機                                                                                                 |                |
| エレベーター             | 3基 |                |

レンジャー（USS Ranger, CV-4）は、アメリカ海軍が1930年代に建造し、第二次世界大戦で運用した航空母艦。
試作艦的な要素が強く、同型艦はない。アメリカ海軍で、当初から航空母艦（正規空母）として設計された最初の艦である。
アメリカ海軍においてレンジャーの名を受け継いだ艦としては7隻目にあたる。

## 概要

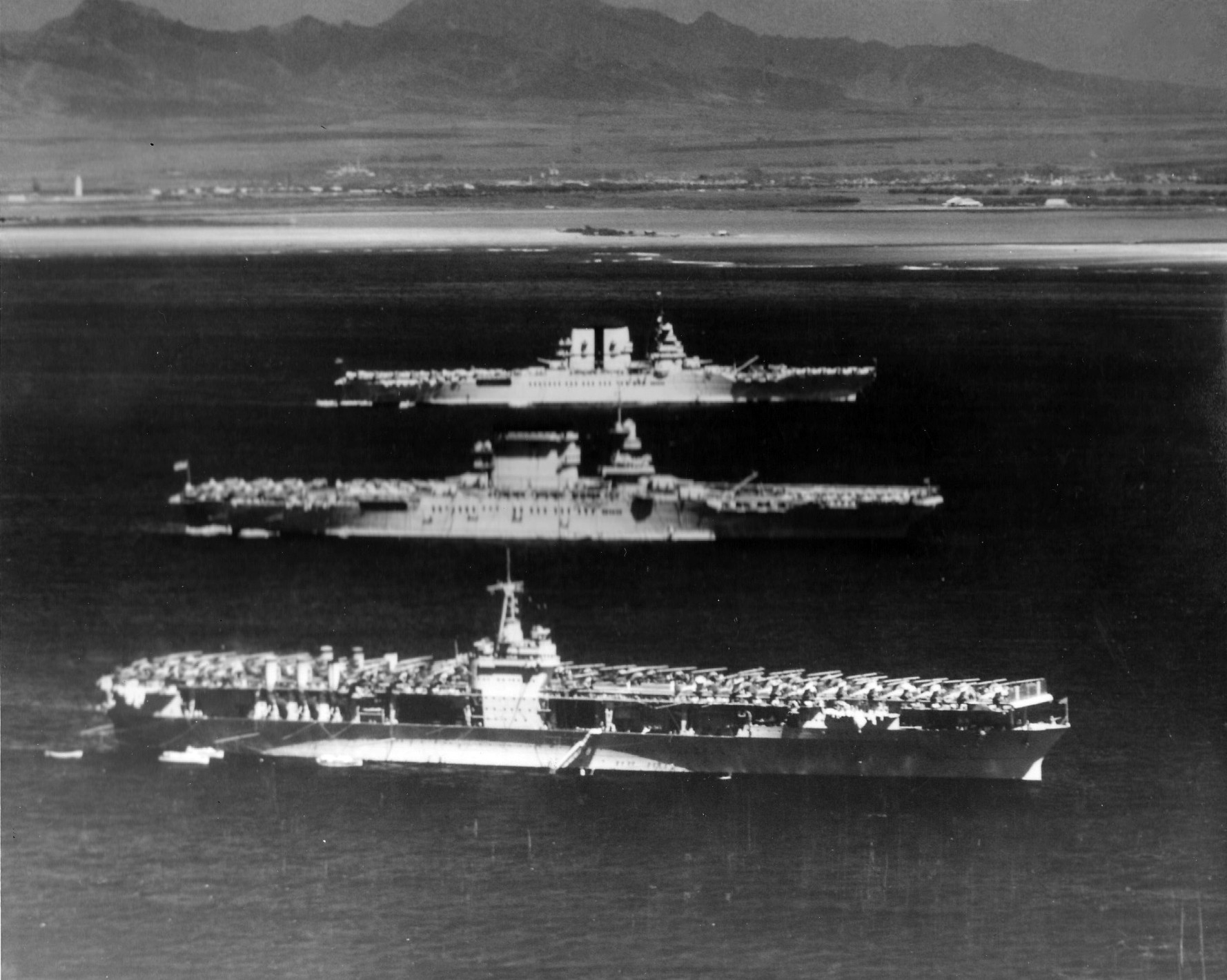
1936年4月にハワイのホノルルで撮られた「レンジャー」。後方の空母は「レキシントン（中央）」と「サラトガ（奥）」。「レンジャー」の独特なアイランドと煙突の形状が良く判る。

海軍休日時代、アメリカ海軍は3隻の空母を保有していた。給炭艦ジュピターを改造した軽空母ラングレー (USS Langley, CV-1) と、巡洋戦艦から改造されたレキシントン級航空母艦2隻である。
レンジャーはアメリカ海軍4隻目の空母であると同時に、「計画時より航空母艦として設計された純粋な空母」、すなわち最初の正規空母（制式空母）だった。時期的には日本海軍の軽空母龍驤（1929年11月起工、1933年5月竣工）に相当するが、レンジャーの性能は龍驤をはるかに凌駕して蒼龍型に匹敵する。レンジャーは、後に建造されるアメリカ海軍航空母艦の原型になった。
第二次世界大戦前に建造されたアメリカ海軍の8隻の空母のうち、戦後まで沈没せずに残ったのはレンジャー、エンタープライズ、サラトガの3隻である。太平洋艦隊に所属して太平洋で戦ったエンタープライズとサラトガとは異なり、レンジャーは第二次世界大戦中盤まで大西洋艦隊に所属して大西洋で活動した。防御力が皆無だったため、危険な太平洋戦線に投入できなかったのである。1944年（昭和19年）6月以降は太平洋艦隊に所属し、練習空母として搭乗員の育成に従事した。太平洋戦争終結直後の1946年（昭和21年）に除籍され、翌年に解体された。

## 建造思想
1921年に締結されたワシントン海軍軍縮条約では、アメリカ海軍の空母保有枠は135,000トンとされた。レキシントン級巡洋戦艦のレキシントン、サラトガを航空母艦へ改装することで2隻合計66,000トンとなり、まだ69,000トンの余裕があった。この残り枠内で純粋な航空母艦を建造することになり、1922年より研究が始められた。13,800トンという制約内で設計が始まったが、無理があり最終的に14,500トンとなった。紆余曲折の末に完成したレンジャーだが、アメリカ海軍の期待を満足させることが出来ず、姉妹艦の建造は中止された。残り54,500トンの枠内で、レンジャーの建造経験を生かした2万トン級空母2隻（ヨークタウン、エンタープライズ）と、14,500トン級空母（ワスプ）を建造することになった。

## 艦形

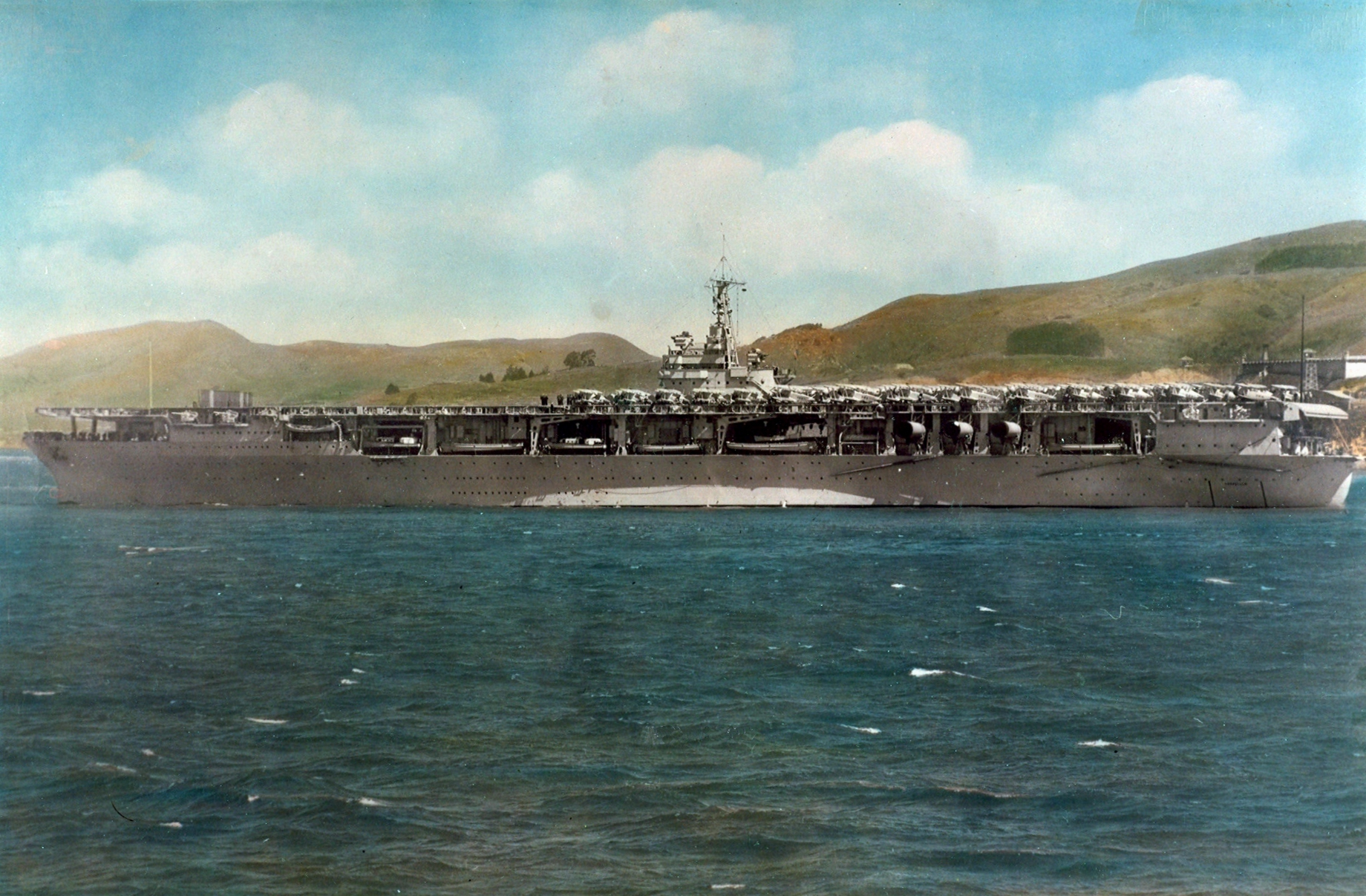
1936年に撮られた「レンジャー」の着色写真。煙突は倒されているのが判る。

「レンジャー」は艦首のみ乾舷の高い短船首楼型船体で、艦載艇を下ろすデリックから甲板が一段分下がっていた。艦首形状は鋭角なクリッパー型艦首で、凌波性は良好だった。強度甲板である飛行甲板から機関室の上面である下甲板まで、合計3枚の甲板が設けられていた。いわゆるギャラリーデッキ構造である。2段目の甲板に格納庫が設けられ、その両側に側壁を立てて飛行甲板を設置していた。この様式はアメリカ海軍の空母の標準形となり、以降の航空母艦もこれを踏襲していた。復原性については、評価は芳しくなかった。

### アイランド

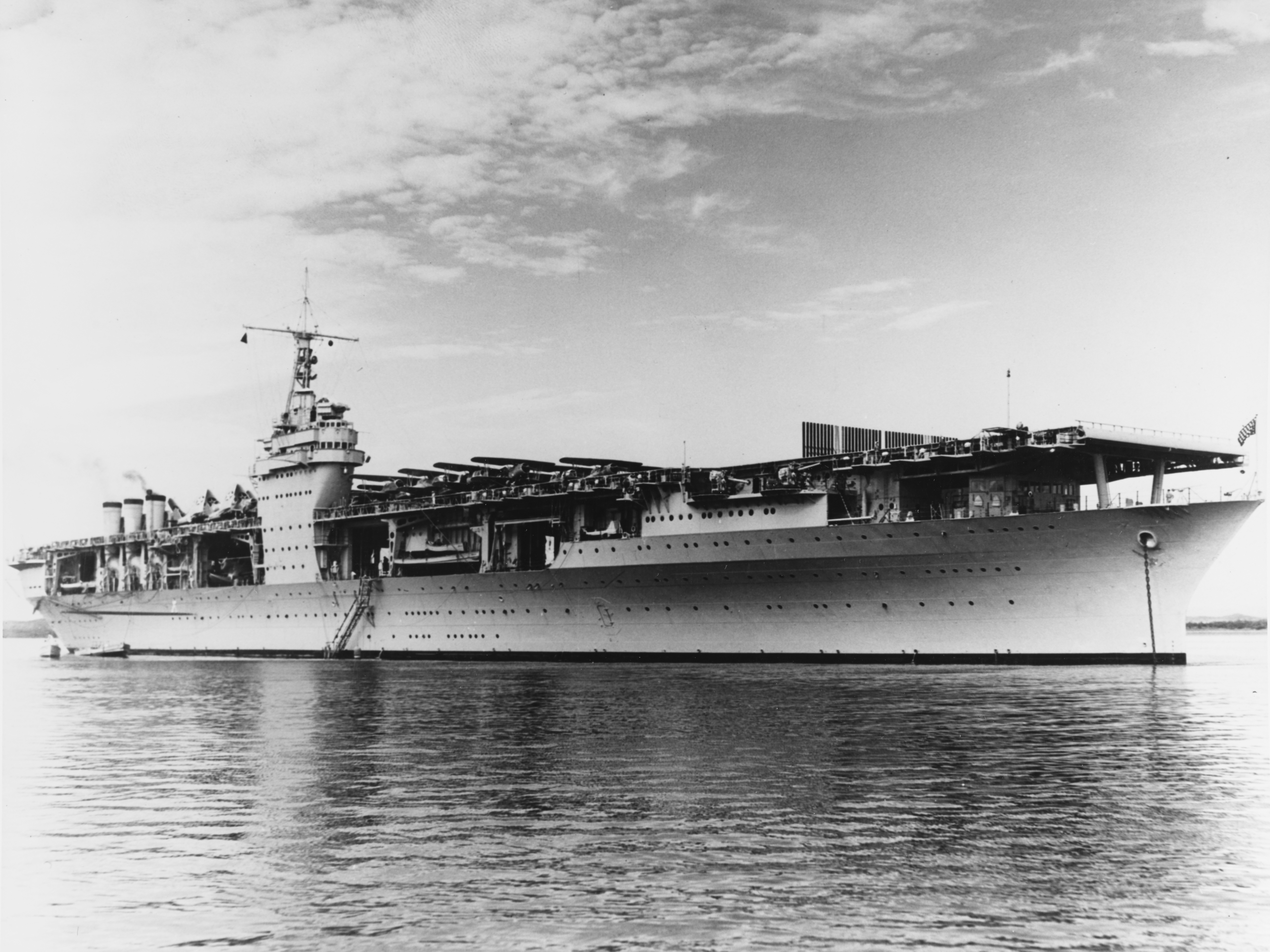
竣工時の「レンジャー」。飛行甲板に遮風柵が見える。

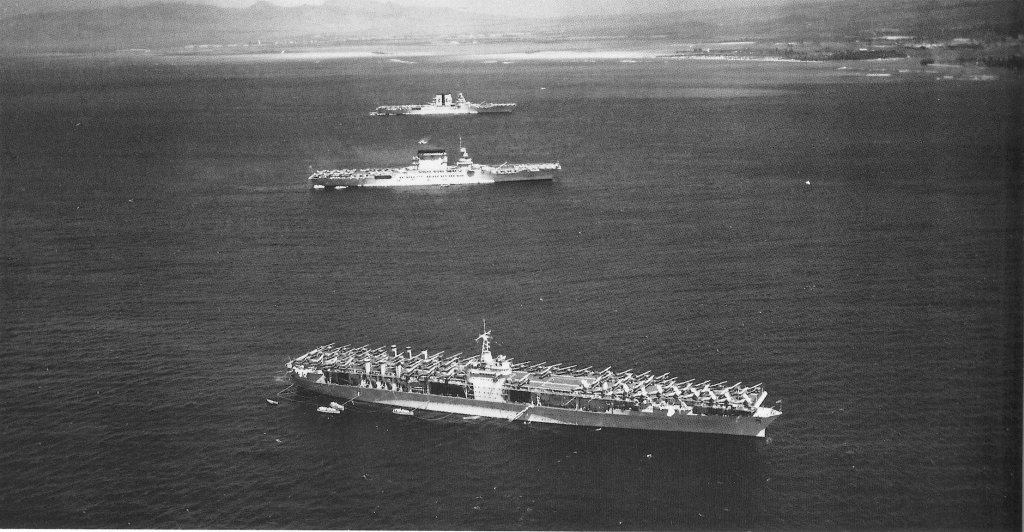
1938年4月8日、ハワイ沖合の「レンジャー」とレキシントン級空母2隻。

「レンジャー」の設計段階では、飛行甲板を最大限に使用するために島型艦橋（アイランド）の設置は行わず、ラングレーや日本海軍の軽空母のように平甲板型（フラッシュデッキ型）空母として設計されていた。そのため航海艦橋は飛行甲板の下に設けられており、煙突も着艦の邪魔にならないように艦尾側に配置されて起倒式煙突を採用していた。しかし、「レンジャー」の建造中に「レキシントン級」の運用実績が得られた事により、飛行甲板上にアイランドがあっても着艦時の作業に支障が無いことが判明した。
そこで、レンジャーにもアイランド式艦橋を設置する事となった。この時点で起工から約1年が過ぎて船体の工事が進んでおり、船体の大幅な改良は不可能となっていた。そこで、起倒式煙突は元設計どおりとし、艦橋を新設した。飛行甲板の邪魔にならないように中央部の右舷側に張り出しを設け、そこに小型のアイランドを設けた。そこに射撃指揮装置を載せた射撃指揮所と航空機指揮所を配置させる事とした。この改設計により、建造期間が遅延されて就役時期が伸びてしまった。

### 飛行甲板
幾度かの設計変更を経て完成した「レンジャー」の飛行甲板長は縦216.1m×幅26.2mとなった。長方形に近い飛行甲板には3基の縦長のエレベーターがあり、飛行甲板の中部に隣接して2基ずつと後部に1基を設けた。
竣工直後の着艦制動装置は、フランス式（空母ベアルンで採用）の鋼索横張り着艦制動装置を採用し、国産したMk 3型制動装置を装備していた。飛行甲板の前部には飛行甲板上の艦載機を守るために遮風柵が計3基が設けられていたが、先端部の物は不要であることが確認されて1〜2基となった。
飛行甲板の下には開放式の格納庫が1層分設けられており、格納庫の寸法は長さ155.4mで幅17mの容積があった。これにより76機が搭載できたが、格納庫の天井の梁に機体を吊り下げるための軌条とフックが用意され、これは以降の空母にも採用された。また哨戒任務で使用する一部の機体は、飛行甲板上の隅に設けられた特殊な治具に乗せておくことができた。
アメリカ海軍最初の空母ラングレーは開放型格納庫であり、次世代のレキシントン級航空母艦は密閉式格納庫を採用した。レンジャーは開放式格納庫であった。開放式格納庫は換気が容易なために格納庫内でエンジンの整備が行え、戦時においては飛行甲板に並べる事の出来ない機体は格納庫で暖機運転が行えた。また、防御面においても爆弾が格納庫内で炸裂しても爆圧が開口部から飛散するので損傷が比較的に抑えられるとされ、格納庫内で火災が発生したときにも可燃物を投棄する際には開口部から直接に海に落とすだけで済むという利点もあった。
魚雷用の兵器庫をもたずに建造されたため、雷撃機の運用に制限が生じた。

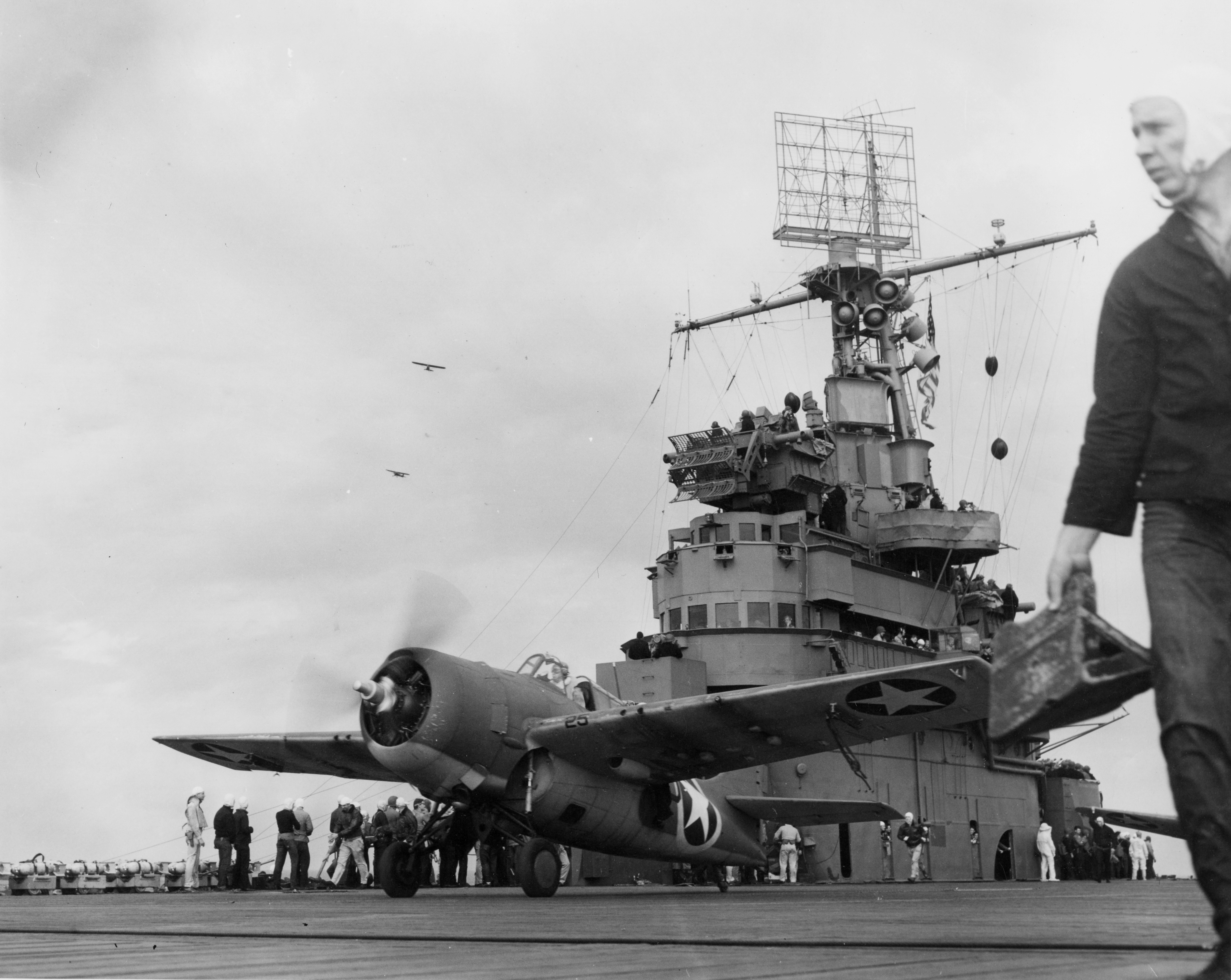
1942年にF4F戦闘機を発艦させる「レンジャー」
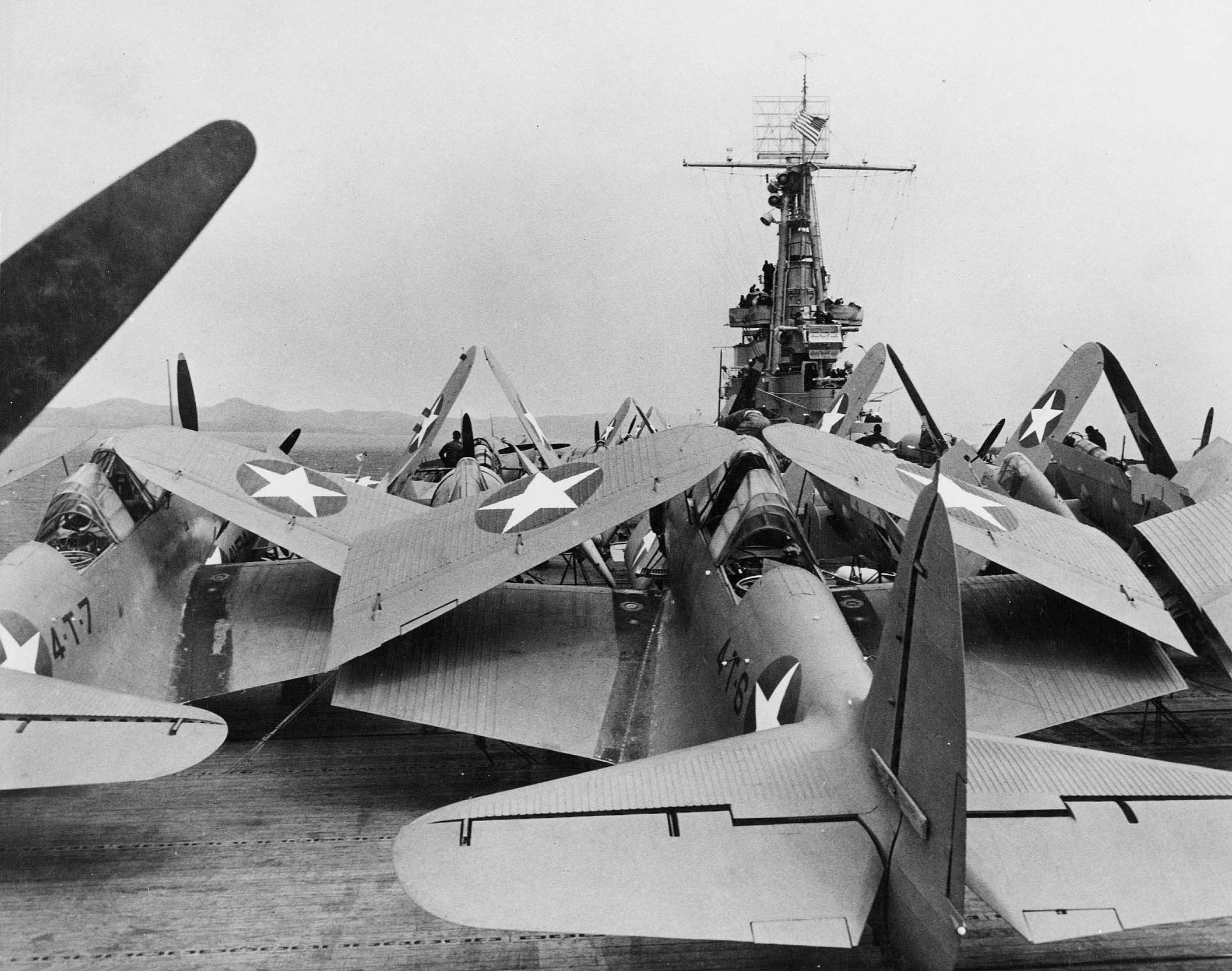
SBDドーントレスやTBD-1デバステーターを駐機させた「レンジャー」。1942年
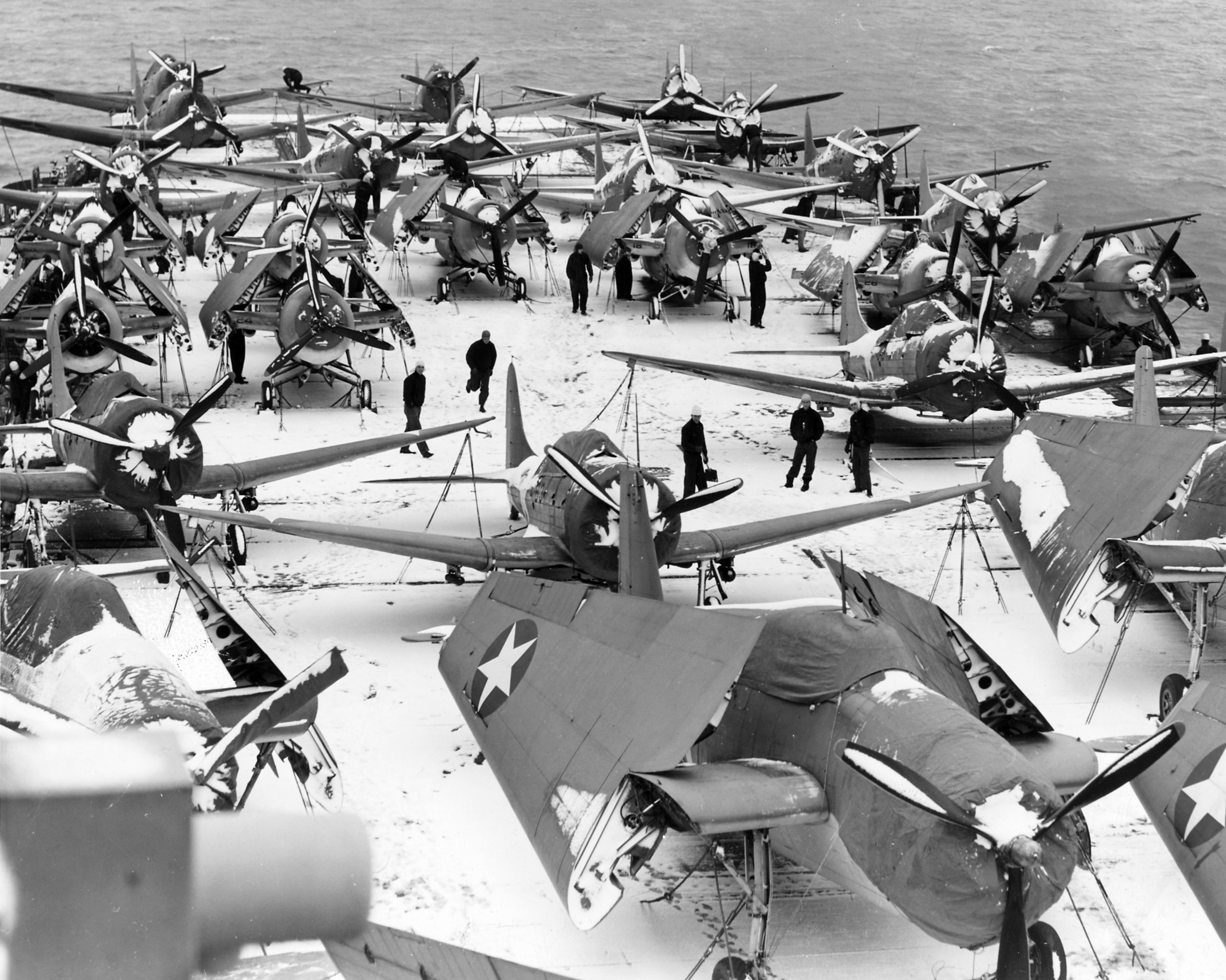
1943年に北大西洋で撮られた「レンジャー」艦上のF4F-4戦闘機

## 武装

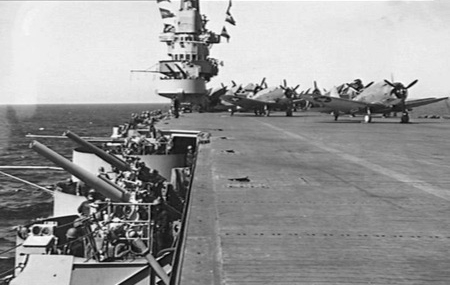
1943年に撮られた「レンジャー」の艦橋。手前に12.7cm（25口径）高角砲が見えるほか、艦橋の手前に増設された機関砲座に4cm四連装機関砲が見える。

当初は対巡洋艦戦闘を考慮して6インチ砲クラスの搭載が研究されていたが、艦形を小型化すべく対空火器のみを搭載した。このため武装の配置は飛行甲板を阻害しないように格納庫の四隅に張り出し（スポンソン）を設け、そこに主武装としてMk 10 12.7cm（25口径）高角砲を単装砲架で2基ずつ4か所で計8基を配置していた。このほか就役後の1930年代に近接火器としてブローニング 12.7mm（90口径）機銃が単装砲架で40挺が艦首・艦尾甲板と飛行甲板の側面に追加された。
1941年に12.7mm機銃16挺を撤去して、代わりにMk 1 2.8cm（75口径）機関砲を四連装砲架でアイランドの前後にスポンソンを設けて1基ずつと舷側に片舷2基ずつの計6基を追加し、同時期にCXAMレーダーを搭載した。
1942年4月ごろにMk 33型射撃指揮装置に射撃指揮用のMk 4型レーダーを追加する工事が行われた際に12.7mm機銃の全てと2.8cm機関砲の全てを撤去して、新たにボフォース 40mm（56口径）機関砲を四連装砲架で6基、近接火器としてエリコン 20mm（76口径）機関砲を単装砲架で30挺に更新した。1943年1月にエリコン 20mm単装機銃16挺を追加した。同年にエリコン 20mm単装機銃6挺を撤去した。

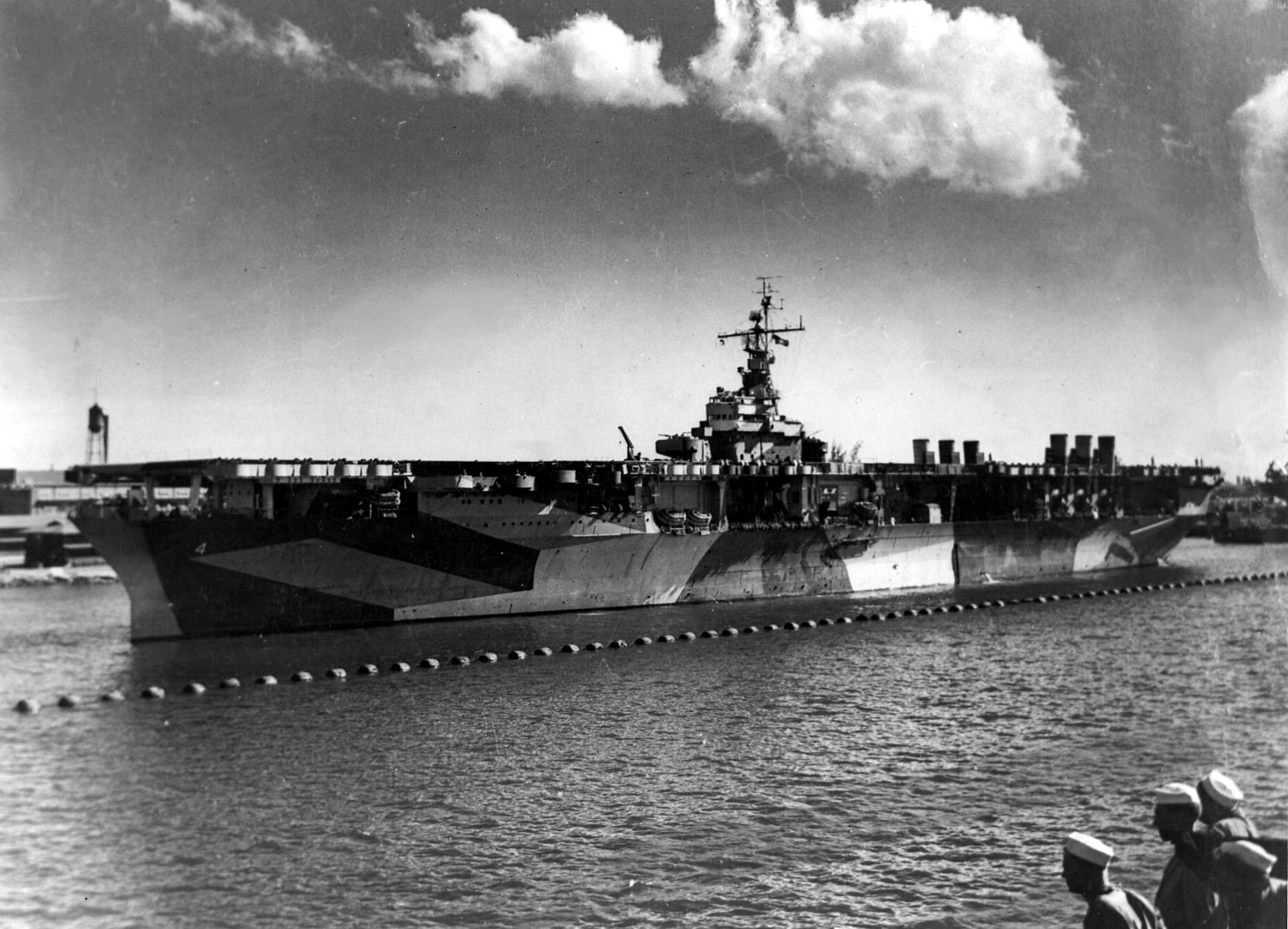
1944年に真珠湾で撮られた「レンジャー」。高角砲が撤去されて、対空火器が機関砲だけとなっている。

1944年に飛行甲板を延長した際に12.7cm高角砲8基及びMk 33射撃指揮装置を撤去、CXAMレーダーをSP-2レーダーに更新とSM型高角測距レーダーの搭載に加えてCICの新設が行われた。武装面ではボフォース 40mm四連装機関砲の全てを撤去し、エリコン 20mm単装機銃7挺に換装。

## 防御
「レンジャー」は飛行甲板の大きさと搭載機数の拡大を最優先課題として設計されたため、防御力は限定的な物となり、水面部装甲や甲板防御はカットされた。このため防御は弾薬庫と舵機室の側面に51mm装甲が張られ、上面のみ25mm装甲が張られた。
アメリカ海軍では「レンジャー」の防御の脆弱さは就役当初から問題視されており、1943年に太平洋艦隊への回航が考慮されたが、防御力の無さを理由に見送られている。1944年に排水量増加に伴う復元性の悪化を改善すべくバルジを追加して防御改善を検討されたが、より大型で防御力のあるエセックス級航空母艦が就役していたために改善は行われなかった。

## 機関

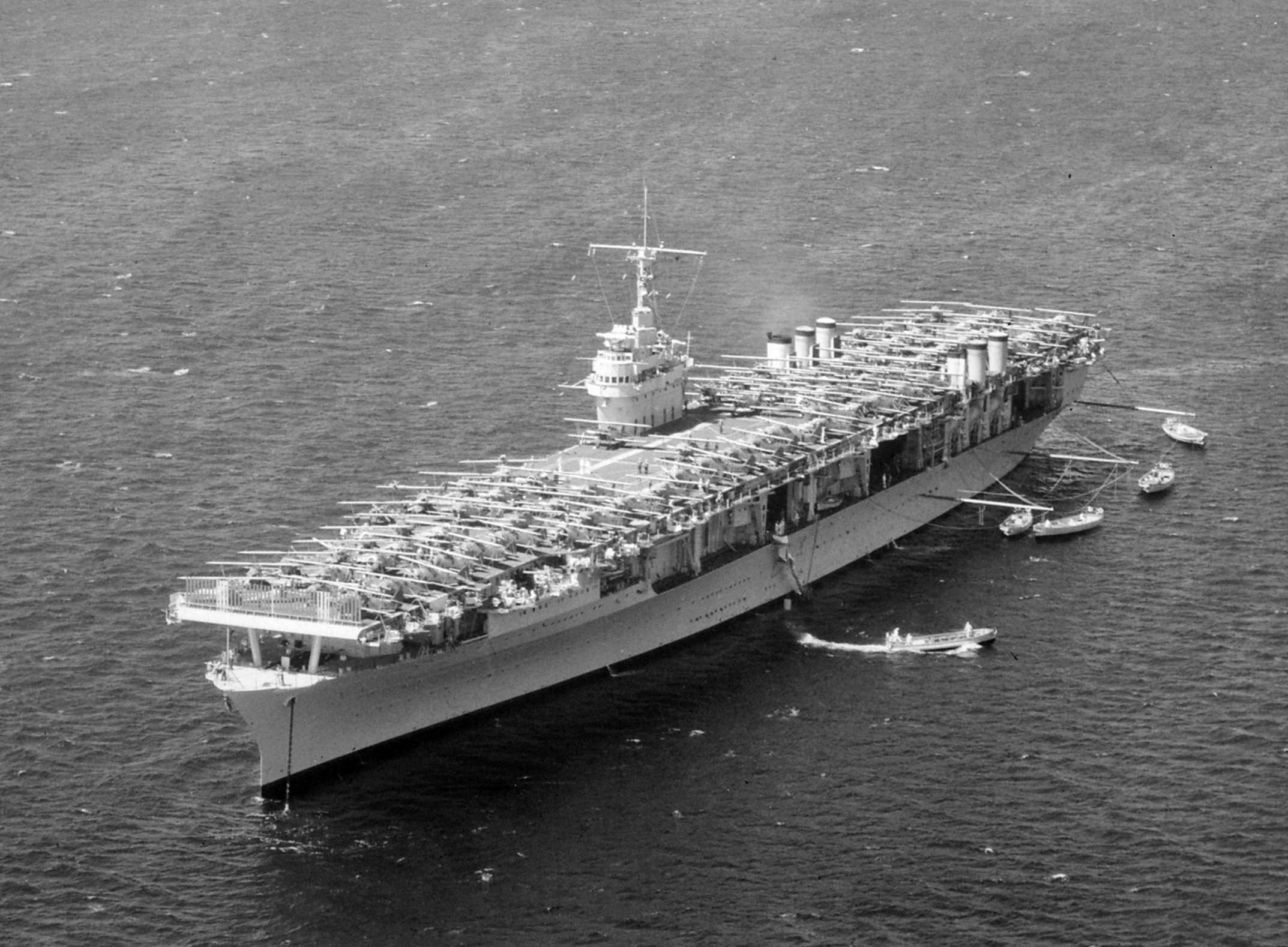
1938年4月に撮られたレンジャー

小型の船体形状のため、機関部も縮小せざるを得なかった。ボイラーは国産のバブコック・アンド・ウィルコックスである。推進機関に、当初はラングレーやレキシントン級航空母艦と同じくターボ電気推進を予定していた。だが機関技術の発達によって大出力を発揮可能なギヤード・タービンの製造が可能となったため、機関スペースを小型化して機関重量を軽量化できる蒸気タービンが選ばれ、ギヤード・タービン式が採用された。
「レンジャー」の機関配置は変わっており、前級では船体中央部に配置していたボイラー室を艦尾側に集め、船体中央部にはタービン室が配置されている。船体中央部のタービン室は2室に分けられており、1室あたりタービン1基ずつ計2基が配置されていた。その後ろのボイラー室は隔壁により3室に分けられて、1室あたりボイラー2基ずつ3室で計6基が配置されていた。
この変則的機関配置は、飛行甲板上の気流対策であった。煙突から排出する高温の煤煙により艦尾側に気流の乱れが生じ、艦上機の着艦を邪魔することを憂慮したのである。このため、レンジャーの煙突はラングレーと同様に起倒式となっている。通常時の煙突は起立状態だったが、着艦作業時には90度横に倒して排煙する凝った仕組みになっていた。
バブコックス&ウィルコックス式重油専焼水管缶6基とパーソンズ式ギヤード・タービンを2基2軸推進とされ、最大出力は53,500馬力であった。それでも抵抗の少ない船体形状により、速力29.25ノットを発揮した。燃料2,350トンを搭載した状態で速力15ノットで7,000海里を航行できるとされた。大戦末期には最大速力が排水量の増加により27ノット台にまで低下した。

## 艦歴

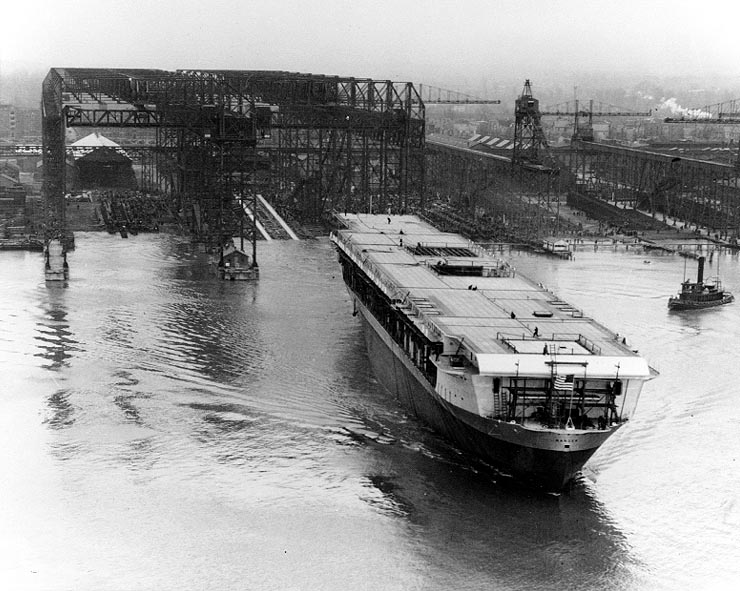
1933年2月25日、バージニア州ニューポート・ニューズ造船所で進水するレンジャー

1931年（昭和6年）9月26日にバージニア州ニューポートニューズのニューポート・ニューズ造船所で起工される。1933年（昭和8年）2月25日にフーヴァー大統領夫人のルー・ヘンリー・フーヴァーによって進水した。1934年（昭和9年）6月4日、ノーフォーク海軍造船所で初代艦長アーサー・L・ブリストル大佐の指揮の下、就役した。
同年8月6日にレンジャーはヘンリー岬の近海で航空機発着を行い、慣熟訓練のため17日にノーフォークからリオデジャネイロ、ブエノスアイレス、モンテビデオなどへ航海に出た。10月4日にノーフォークへ戻った。1935年（昭和10年）3月28日には太平洋に向かうためバージニア岬を発った。4月7日にパナマ運河を通過し、15日にサンディエゴに到着した。5月、はじめて艦隊演習（第16次）に参加した。
約4年の間、レンジャーはハワイと西海岸の沿岸に留まり、艦隊に加わって南はペルーのカイヤオ、北はワシントン州のシアトルにも足を伸ばした。
1937年（昭和12年）5月12日、第18次艦隊演習終了後、ハワイの真珠湾沖合にアメリカ海軍の主力空母3隻（サラトガ、レキシントン、レンジャー）が碇泊した。真珠湾より遊覧船が出ており、沖合の空母3隻を見物することが出来た。翌13日、日系人が「レンジャー」での晩餐会に招かれている。

### 第二次世界大戦

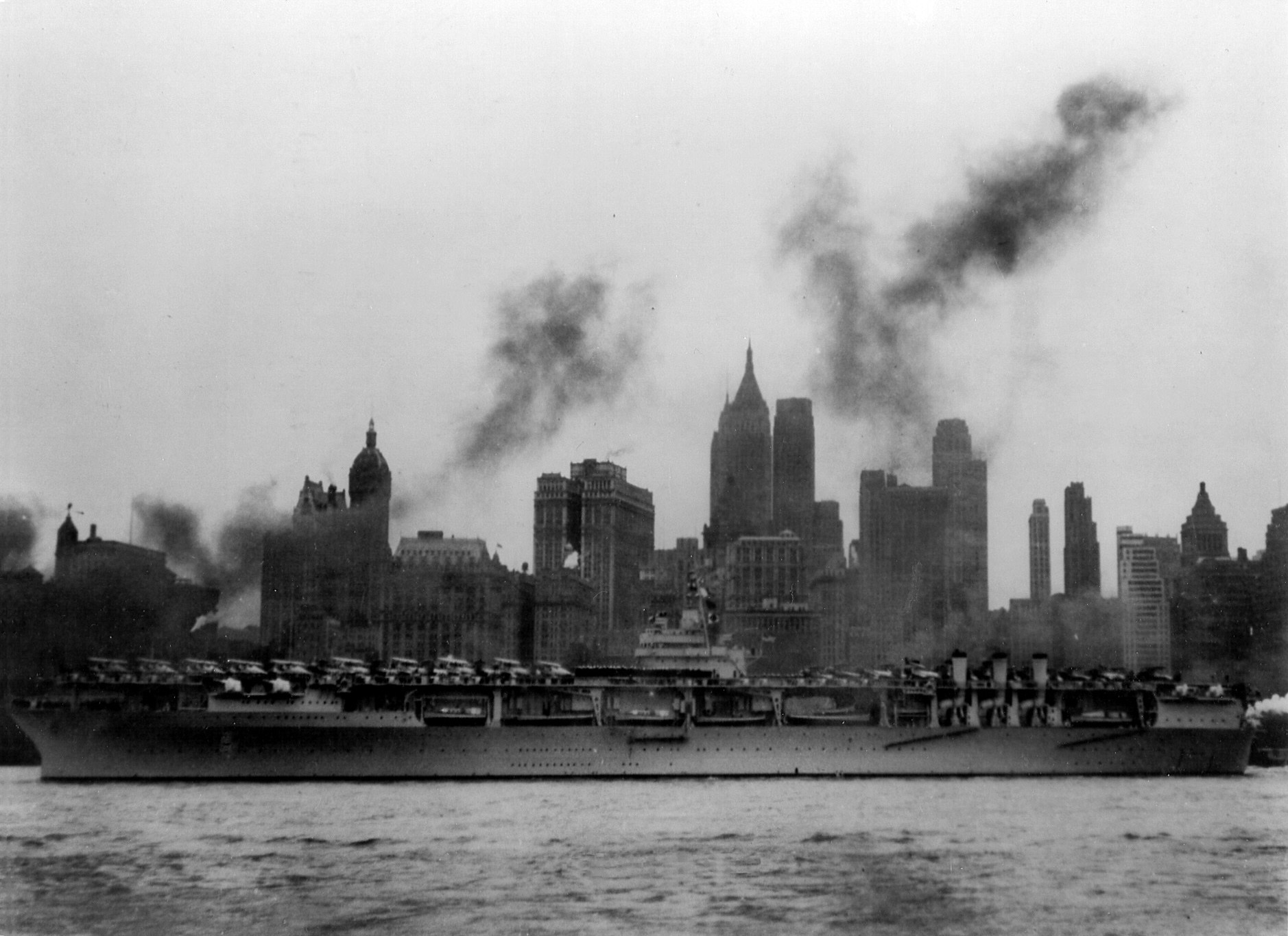
1939年にニューヨークで撮られたレンジャー

1939年（昭和14年）1月4日、キューバのグアンタナモ湾で冬季艦隊行動を実施するためサンディエゴを発った。その後、4月18日にノーフォークに帰還した。カリブ海や東海岸の沿岸で航海を行った。7月13日、ノーフォークで爆発事故をおこして火災に見舞われた。

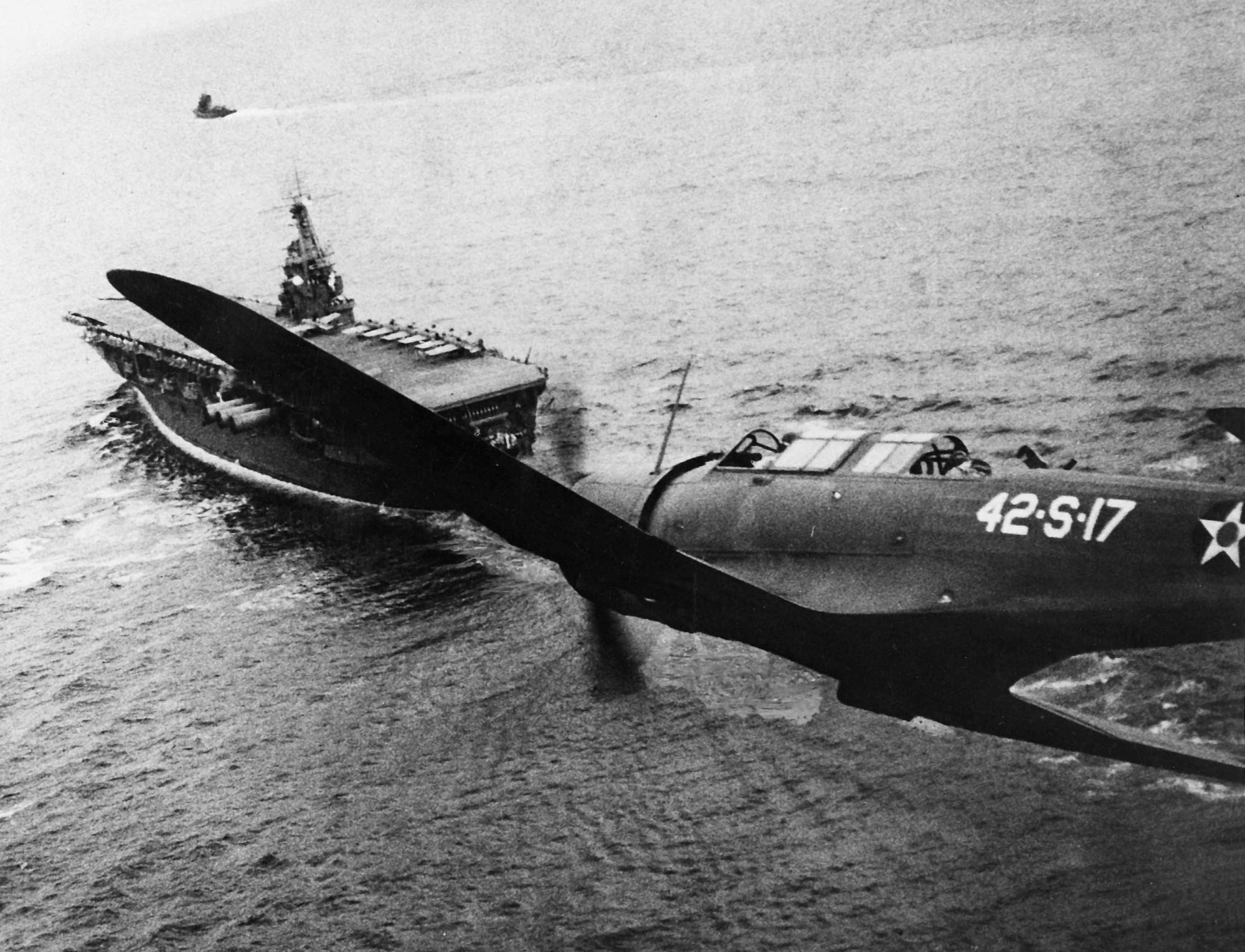
対潜警戒の為レンジャーの上空を飛行する、海軍第42偵察飛行隊（VS-42）所属のSB2U ヴィンディケイター
1941年12月の撮影
レンジャーの起倒式煙突が倒されているのに注目

1939年の秋にヨーロッパで第二次世界大戦が勃発すると、レンジャーはバミューダ諸島を拠点に通商航路の中立パトロールを開始した。中部大西洋とニューファンドランド、アメリカ東海岸からアルゼンチンといった海域で哨戒を行った。この頃、SB2Uを装備した第4爆撃飛行隊（VB-4）が配備され、SBDに機種転換後も、レンジャーの飛行隊として活躍している。1941年（昭和16年）1月には、本艦の第42偵察飛行隊に3機のTBDデバステーター艦上攻撃機が配備され、偵察や標的曳航といった任務に使われた。レンジャーはカリブ海で演習をおこなった。
1941年（昭和16年）12月7日（日本時間12月8日）に日本の真珠湾攻撃とマレー作戦により太平洋も戦場になると、トリニダード・トバゴのポート・オブ・スペインでの哨戒任務からノーフォークへ戻った。12月8日にノーフォークに到着し、21日に南部大西洋で哨戒するため出港した。1942年（昭和17年）1月、TBDを装備した第4雷撃飛行隊（VT-4）が配備される。3月22日、修理のためノーフォーク海軍工廠に入渠した。
同年4月22日にロードアイランド州のクォンセット・ポイントを発って戦闘機P-40を装備するアメリカ陸軍第33飛行隊の輸送を行い、7月にもP-40の輸送を行った。それらの戦闘機はフライング・タイガースとして中華民国の空軍に合流し、日中戦争の航空戦に投入された。8月、ノーフォークで第4雷撃飛行隊（VT-4）のデバステーター8機を陸揚げし、最新鋭のTBFアヴェンジャー艦上雷撃機に機種変更した。また、10月にはバミューダでタンカーから改造されたサンガモン級の護衛空母4隻と航空隊を強化するため訓練を実施した。
アメリカ海軍大西洋艦隊で唯一の正規空母であるレンジャーは任務部隊を構成し、護衛空母サンガモン、スワニー、シェナンゴ、サンティーらと協同で1942年11月8日にヴィシー・フランス領モロッコへ上陸した連合国軍の航空支援を行った（トーチ作戦）。航空攻撃を実施する当日の6時15分、カサブランカ沖北西30マイルの地点からレンジャーは攻撃隊を発進させた。発進した戦闘機F4F ワイルドキャットはラバトの飛行場とリョーテの飛行場を空襲し、カサブランカ湾のフランス海軍艦艇にも攻撃を加えた。艦上爆撃機は戦艦ジャン・バール（未完成艦）を攻撃し、損害を与えた。

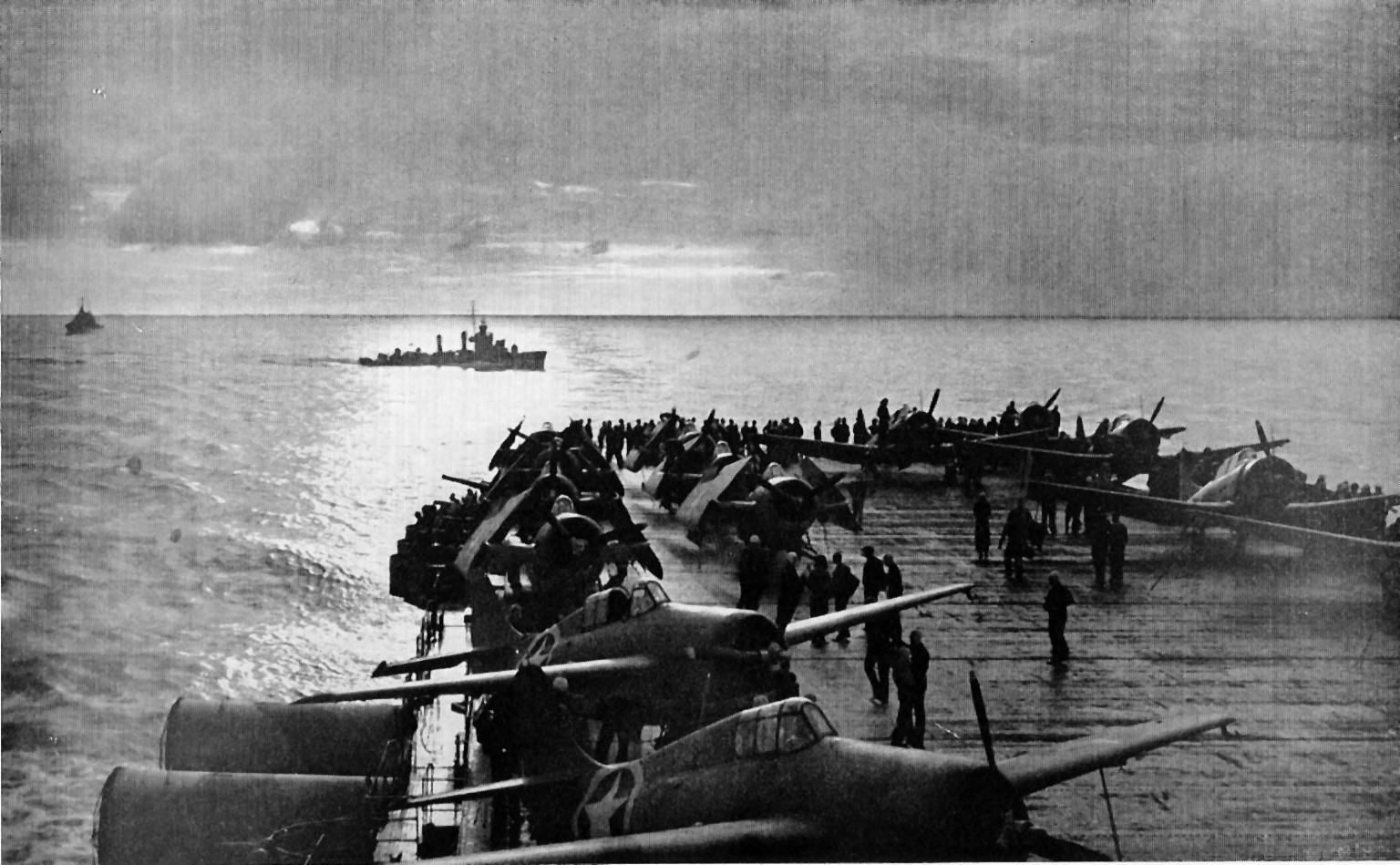
トーチ作戦時の「レンジャー」。甲板上にF4F戦闘機やSBDドーントレス艦爆を乗せている

11月10日、フランス潜水艦「Le Tonnant」が「レンジャー」に対して魚雷4本を発射したが、外れた。
1942年11月11日、カサブランカのヴィシー・フランス軍は連合国のアメリカ軍に降伏し、レンジャーは11月12日にモロッコ沿岸を発って23日にノーフォークへ帰還した。
チェサピーク湾で訓練を行った後、レンジャーは1942年12月16日から1943年（昭和18年）2月7日までノーフォーク海軍工廠に入渠してオーバーホールを実施した際に飛行甲板長が延長された。オーバーホールを終えると陸軍の戦闘機カーチス P-40L 75機を搭載し、2月23日にアフリカのカサブランカへ輸送した。さらにニューイングランドの沿岸を哨戒を兼ねて飛行隊の訓練を行い、ハリファックスに向かった。4月26日、ドイツ大本営は「大西洋でUボートがレンジャーを撃沈した」と発表する。アメリカ海軍当局は、これを否定した。実際は、ドイツ潜水艦U-404が「レンジャー」とおぼしき空母と護衛艦艇を発見し魚雷4本を発射したが、魚雷は早爆してイギリス海軍の空母「バイター」に被害はなかった。しかしオットー・フォン・ビューロー（U-404艦長）は「レンジャーを撃沈」と認定され、樫葉付き騎士十字章を授与された。
8月初旬、イギリス海軍に派遣され本国艦隊と共に行動していたサウスダコタ級戦艦がアメリカに戻ってきた。レンジャーは、ケベック会談のためアメリカ大陸に向かっていた貨客船「クイーン・メリー」とチャーチル英国首相一行を護衛した。8月11日、レンジャーはハリファックスを出発してスコットランドのスカパ・フローに向かい、本国艦隊の指揮下に入った。アメリカ海軍のオラフ・M・ハストヴェット少将が指揮する重巡2隻（タスカルーサ 、オーガスタ）と共に、本国艦隊のキング・ジョージ5世級戦艦やクイーン・エリザベス級戦艦を訓練や演習をおこなった。
9月8日、ドイツ海軍の戦艦2隻（ティルピッツ、シャルンホルスト）がクメッツ提督の指揮下で出撃し、北極海のスピッツベルゲン島に艦砲射撃をおこなった（ジトロネラ作戦）。レンジャーを含めた本国艦隊は出動したが、ドイツ艦隊は撤収していた。ノルウェーのフィヨルドに碇泊して脅威を与えていた超弩級戦艦ティルピッツは、9月22日にX艇（イギリスの特殊潜航艇）による奇襲作戦で大破した。当面の脅威は高速戦艦シャルンホルストだけになった。
10月2日、レンジャーや英戦艦2隻（デューク・オブ・ヨーク、アンソン）などを基幹とする本国艦隊は、ドイツの海上輸送路を攻撃するためスカパ・フローから出撃した（リーダー作戦）。レンジャーの任務部隊は10月4日にヴェストフィヨルド (Vestfjord) へ到着し、6時18分に爆撃機SBD ドーントレス20機と護衛の戦闘機F4F ワイルドキャット8機を発進させた。1つの爆撃機部隊はボド港の8,000トン貨物船ラプラタを攻撃している間、残りは北に位置するドイツの輸送船団を攻撃した。輸送船団の10,000トンタンカーを大破させ、小型の船舶にも打撃を与えた。ボド港を攻撃した部隊も4隻の小型商船を沈めた。
レンジャーの雷撃機TBF アヴェンジャー10機と戦闘機F4F ワイルドキャット6機からなる第2次攻撃隊は、貨物船の小型の貿易船を爆撃した。対空砲火で3機のレンジャー搭載機が失われた。レンジャーは10月6日にスカパ・フローに帰還した。イギリス海軍の第2戦艦戦隊とアイスランド沖で哨戒を行った後、ハヴァルフィヨルド（Hvalfjord）を出発し、11月26日にボストンに着いた。シャルンホルストは出撃してこなかった。

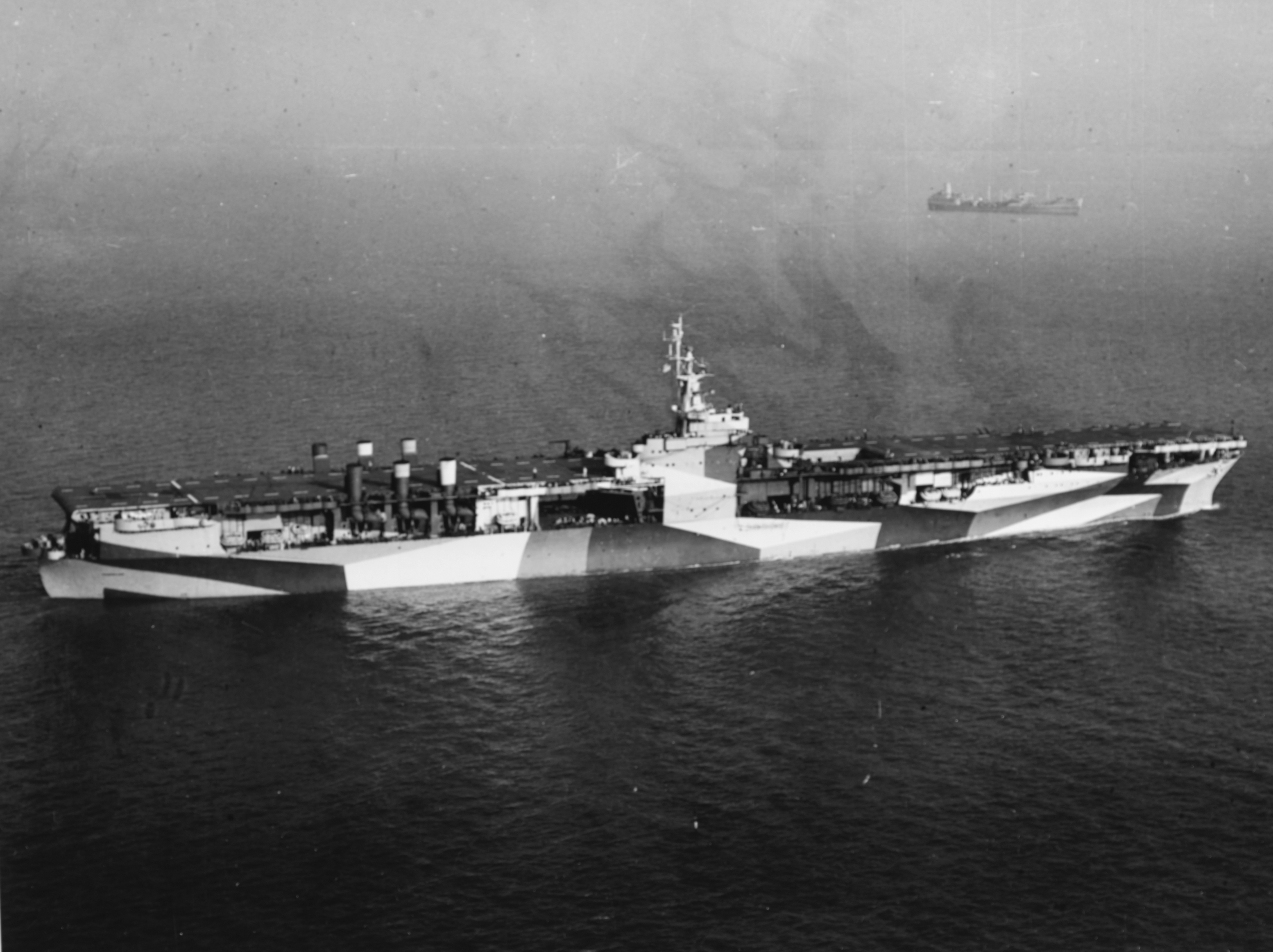
改装を終え、迷彩を施されたレンジャー（1944年7月）。

1944年（昭和19年）1月3日、訓練用の空母となったレンジャーはクォンセット・ポイントを出発したが、4月20日にレンジャーがスタテン島へ到着した際、カサブランカへ陸軍の戦闘機P-38 76機とフランス海軍の兵員などを輸送するため任務は中止となった。4月24日に出航したレンジャーは5月4日にカサブランカに到着し、軍の兵員と修理を必要とする航空機を搭載してニューヨークへ戻るため出航した。
5月16日、ニューヨークに戻ったレンジャーはノーフォーク海軍工廠に入渠した。第4雷撃飛行隊もエセックス級航空母艦での運用を前提とした機種に転換し、レンジャーでの運用を終えた。一方、レンジャーでは飛行甲板の強化と夜間戦闘機の訓練をできるように新型のカタパルト、着艦用機器とレーダーを装備した。7月11日にノーフォークを出発してパナマ運河を渡り、パナマシティのバルボアで陸軍の兵員を乗船させてサンディエゴに向かった。レンジャーは7月25日にサンディエゴに到着し、海兵隊と航空機を搭載して7月28日にハワイへと向かった。
8月3日にハワイの真珠湾へ到着し、それから3ヶ月の間、レンジャーは夜間戦闘機部隊の訓練任務に従事した。レンジャーは戦闘任務向けの訓練のため、10月18日に真珠湾を発ち、カリフォルニア沿岸で終戦まで訓練を続けた。

### 戦後

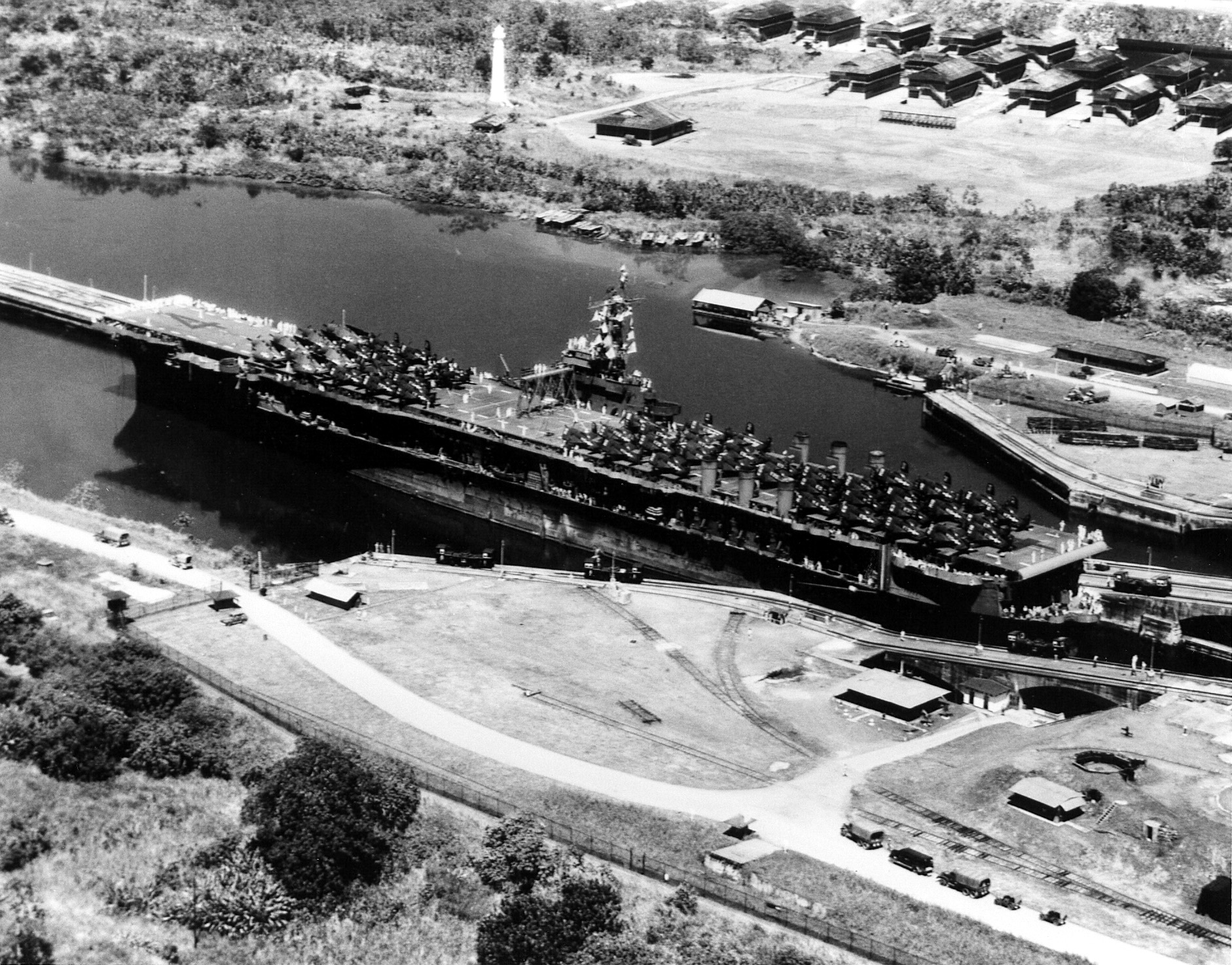
1945年にパナマで撮られたレンジャー

1945年（昭和20年）9月30日にサンディエゴを出港し、バルボアで軍人及び民間人を乗船させるとルイジアナ州ニューオーリンズに向かい、10月18日に到着する。ニューオーリンズで海軍記念式典に参加した後、10月30日に出港しフロリダ州ペンサコーラで短期の作戦活動に従事し、その後ノーフォークを訪問した後オーバーホールのため11月18日にフィラデルフィア海軍工廠に入る。1946年（昭和21年）10月18日にノーフォーク海軍工廠で退役するまでレンジャーは東海岸に留まった。同年10月29日に除籍され、1947年（昭和22年）1月28日にペンシルベニア州チェスターのサン・シップビルディング・アンド・ドライドック社にスクラップとして売却された。
レンジャーは開戦前に建造された空母のうち生き残った3隻（レンジャー、エンタープライズ、サラトガ）のうちの1隻で、第二次世界大戦での戦功により2つの従軍星章を受章した。

### 注
1. ↑  航空母艦　“レインヂヤー　Ranger”[6]　全要目{排水量14,500噸　速力29.25節　備砲12.7糎高角砲8門　搭載飛行機は各種合せて75機　起工1931年9月　竣工1934年6月　建造所 ニューポートニュース造船所}　全長221.88米、幅24.38米、平均吃水6.09米、軸馬力53,500馬力。定員1,788名。尚この“レインジャー”の煙突は横倒しになるやうになつてゐる。3萬噸級の大航空母艦か、それとも1萬噸級の航空母艦かと云ふ問題については多々議論の存するところであるが、近時列國の新造航空母艦が申合せたやうに小型になりつゝある。米國ではこの外に“ラングレー Langley”11,500噸と　補助航母19隻と、建造中の20,000噸新航母“ヨークタウン Yorktown” “エンタプライズ Enterprise”及び14,700噸の“ワスプ Wasp”がある。
2. ↑  制式空母[9]　商船や巡洋艦を改装したものでなく、建艦の當初から航空母艦として設計されたもの。大東亞戰勃發以來、わが航空機の活躍に戰爭様式の變化を認識した米國は、急遽空母の建造に全力を傾注しはじめ、各種に亙つて厖大な建艦計畫を實行しつゝあるが、昭和十八年上半期のみでもエセックス、二世レキシントン、二世ヨークタウン、バンカーヒル、イントレピッド等の制式空母を進水せしめ、更に同年中に三十隻の多數を完成する豫定が立てられてゐる。
3. ↑  先代は、ワシントン海軍軍縮条約により未完成に終わったレキシントン級巡洋戦艦4番艦のレンジャー（USS Ranger,CC-4）。本艦が退役したあと、フォレスタル級航空母艦「レンジャー」が就役した[10]。
4. ↑  (3)米國[12]　米國ノ航空母艦ヘノ第一歩ハ一九二一年海軍給炭船「レンヂヤー」(註、ラングレー)ノ航空母艦ヘノ改造方ヲ命ゼラレタルニ始マル最近完成セル一四,五〇〇噸型「レンヂヤー」ハ最初FLUSE DECK TYPEナリシガ其ノ後計畫變更サレISLAND TYPEトナリタリ「ヨークタウン」級ハ恐ラクISLND TYPEナルベシ
5. ↑  太平洋戦争末期、制式空母にかわって「正規空母」という表現が使用されるようになった[16]。
6. ↑  イギリス海軍最初の正規空母はハーミーズ (HMS Hermes, 95)[17]、日本海軍最初の正規空母は鳳翔である[18][19]。
7. ↑  レキシントン級空母（レキシントン、サラトガ）、ヨークタウン級空母（ヨークタウン、エンタープライズ、ホーネット）、同型艦なし（ラングレー、レンジャー、ワスプ）。
8. ↑  太平洋戦争開戦時、ラングレーは既に水上機母艦に艦種変更されていたが[24]、護衛空母ロングアイランド (USS Long Island, AVG-1) が就役していた[25]。大型空母に限定すれば、太平洋戦争開始時の保有数は7隻となる。
9. 1 2  （註、レンジャー撃沈や米空母撃沈一覧は枢軸軍の誤認）[26]【東京二十六日發】國通 ＝ 米空母レンジャーは獨潜水艦の猛攻を受けて遂に大西洋水域において撃沈された旨二十六日ドイツ大本營より發表された、獨潜水艦による米空母の撃沈は今回がはじめてであるが、獨海軍の英空母の撃沈はカレーヂヤス（二二,五〇〇トン）アークロイヤル（二二,五〇〇トン）イーグル（二六,〇〇〇トン）グローリアス（二五,〇〇〇トン）の四隻があり今回は五回目の殊勲である、レンジャーは一四,五〇〇トンの小型空母であるが搭乗機數その他の装備においては優に設計變更の大型空母に匹敵するものと云はれ、恐らく切迫せる敵陣營の補給に當る船團護衞の際獨潜水艦の好餌となつたものであらう、戰爭開始前後太平洋方面に就役せしめてゐた米空母は帝國海軍の巨彈によりレキシントン、サラトガ、ヨークタウン、ワスプ、エンタープライズ、ホーネットを相次いで撃沈せられ今や大西洋にレンジャーを喪失、之により大東亞戰爭開始前米國が保有してゐた航空母艦七隻は殘らず海底に葬り更られた
　而して米海軍は近代海戰における空母の重要性に鑑み必死に空母陣の増強を圖り軍艦の設計變更或ひは商船改造により空母並びに特設空母の就役に狂奔しつゝあり、外電の報ずる處によればエセツクス型（二五,〇〇〇トン）總數十一隻を建造中で、既にその四隻は進水したと言明且つレキシントン、ヨークタウン等失はれたる空母の名を新空母に附し敵愾心を煽らんとしつゝある事實等より見て現在尚ほ相當數の航空母艦を有してゐることは充分推定せられ、今後における敵空母の擴張計畫とゝもに嚴に戒心の要がある（記事おわり）
10. ↑  1943年前半の米海軍空母は3隻（エンタープライズ、サラトガ、レンジャー）しか残っておらず、イギリス海軍がイラストリアス級航空母艦のヴィクトリアスを貸与した[38]。
11. ↑  起倒式煙突は、日本海軍の空母鳳翔も採用していた[40]。1935年9月の第四艦隊事件と修理を機会に起倒式装置を撤去し、下向き固定式煙突になった[41]。
12. ↑  〔 註、レンジャー沈没は誤報 〕エービー接受伯林ラジオによれば獨乙最高司令部は本日艦齢十年＝一四〇〇噸の米國航空母艦レンヂャー号をポン・プヱロブ大尉の指揮する潜水艦が北大西洋で撃沈したと發表した。而してヒツトラー總統は仝大尉に樫の葉と騎士のインシグニアの鐡十字を授與したと云つてゐる。因みにレンヂヤー号は米國が航空母艦としてデザインした最初のもので、一九三三年二月廿五日＝時の大統領夫人ミセス・フーバーによりニューポートにて進水したもので、乗組員は飛行士共一七百八十八人と云ふ事になつてゐる。[42]（記事おわり）
13. ↑  レンジャーの第3爆撃飛行隊（VB-3B）は最新鋭のSB2Uを装備していた。
14. ↑  （ノーフォーク十三日特電）[46]　米海軍が世界にほこる最新鋭航空母艦「レンジャー號は昨日當地において原因不可解な爆發をなし約三時間にわたつて燃焼し五万弗の損害を傳られてゐるが約八ケ月前同じく航空母艦エンタプライズ號が不可解な爆發をしたことがあり、海軍當局では時節がら航空母艦の椿事突發をすこぶる奇怪なりとなし徹底的に取り調べをすゝめることになつた（記事おわり）
15. ↑  （二十日キングストン發ルーター）[48] ジャマイカ島南峯ポートランド灣根據地にあつた米航空母艦レンジャー号以下巡洋艦三隻、驅逐艦九隻は廿日演習のためカリブ海に向け出動した（記事おわり）
16. ↑  米航空母艦　撃沈説を否認　海軍當局より發表[51]〔 ワシントン(INS)二十六日發〕海軍スポークスマンは米國航空母艦レンジャー號を北大西洋で撃沈したとの樞軸側宣傳を斷乎否認“いづれの海洋でも撃沈乃至撃破された米航空母艦はない”と語つた（過去においてドイツは實際に撃沈される前に屡々英艦を“撃沈”してゐる、最も注目に値する例は航空母艦ローヤル・アーク號で、ドイツは一度ならず同艦の撃沈を發表したが、一九四一年の秋遂に撃沈された旨の發表を行つたのは英海軍省であるた
獨逸側の發表【ロンドン(INS)二十六日發】獨軍司令部二十六日發表の特別コンミュニケによれば、艦齢十年の米航空母艦レンジャー號は北大西洋で撃沈された、同航空母艦は大西洋横斷航路の護衞に從事してゐたもので、魚雷四個の目標となり、これを撃沈せる獨潜水艦長フォン・ブロー大佐はヒトラー総統より勲章を授与されたと云はれる　レンジャー號は一万四千五百トンの航空母艦で一九三三年二月二十五日に進水、翌年六月四日艤装を了した（記事おわり）
17. ↑  ▲北大西洋に於て獨乙の潜水艦の跋扈甚だしく其の血祭りに擧げらるゝもの多數あり近來ユー艇スキパーの司令官ボン・ブロー少佐は米國の飛行母艦レンジャー號一万四千五百噸を搭載飛行機五拾臺と共に海底に送ると獨乙最高幹部は發表するも、華府當局はそれに關して正確なる發表なしと[54]（記事おわり）

## 参考図書
- 大内健二「第6章　忘れられた航空母艦／レンジャー（RANGER）」『幻の航空母艦　主力母艦の陰に隠れた異色の艦艇』光人社〈光人社NF文庫〉、2006年12月。ISBN 4-7698-2514-5。
- エドウィン・グレイ『ヒトラーの戦艦　ドイツ戦艦7隻の栄光と悲劇』都島惟男 訳、光人社〈光人社NF文庫〉、2002年4月。ISBN 4-7698-2341-X。
- 『世界の艦船 1986年1月増刊号 近代巡洋艦史』（海人社）
- 『世界の艦船増刊 第71集 イギリス航空母艦史』（海人社）
- 『世界の艦船増刊 第80集 航空母艦全史』（海人社）
- バレット・ティルマン『太平洋戦争のTBDデヴァステーター部隊と戦歴　TBD Devastator Units of the US Navy』長町一雄 訳、株式会社大日本絵画〈オスプレイ軍用機シリーズ41〉、2004年1月。ISBN 4-499-22836-0。
- 福井静夫 著、阿部安雄、戸高一成 編『新装版　福井静夫著作集 ― 軍艦七十五年回想第三巻 世界空母物語』光人社、2008年8月。ISBN 978-4-7698-1393-4。
- 『歴史群像シリーズ アメリカの空母』（学習研究社）
- Friedman, Norman (1983). U.S. Aircraft Carriers: An Illustrated Design History. Annapolis, MD: Naval Institute Press. ISBN 0-87021-739-9
- Vincent P. O'Hara, Torch: North Africa and the Allied Path to Victory, Naval Institute Press, 2015

- 国立国会図書館デジタルコレクション - 国立国会図書館
  - 朝日新聞社『大東亞時局語』朝日新聞社、1944年2月。
  - 海軍研究社編輯部 編『ポケット海軍年鑑 : 日英米仏伊独軍艦集. 1937,1940年版』海軍研究社、1937年2月。

- アジア歴史資料センター（公式）
  - 『公文備考 昭和10年P会議 巻3(防衛省防衛研究所)／4　列国海軍造艦術進歩の現状』。Ref.C05034593500。
  - 『公文備考 昭和12年D外事 巻1(防衛省防衛研究所)／第299号12.10.20米国航空母艦レンジャー起工に関する細目事項通知の件』。Ref.C05110621900。
  - 『公文備考 昭和12年P会議 巻4機関長会議3止(防衛省防衛研究所)/一般参考資料第66号 12.5.1列國海軍造艦の趨勢』。Ref.C06092450100。